# Readlyn (Iowa)
Readlyn est une ville du comté de Bremer, en Iowa, aux États-Unis. 

## Source de la traduction
- (en) Cet article est partiellement ou en totalité issu de l’article de Wikipédia en anglais intitulé « Readlyn, Iowa » (voir la liste des auteurs).